# 24533 Kokhirova
24533 Kokhirova este un asteroid din centura principală de asteroizi.

## Descriere
24533 Kokhirova este un asteroid din centura principală de asteroizi. A fost descoperit pe 2 februarie 2001 la Stația Anderson Mesa în cadrul programului LONEOS. Asteroidul prezintă o orbită caracterizată de o semiaxă mare de 3,00 ua, o excentricitate de 0,07 și o înclinație de 10,8° în raport cu ecliptica.